# Ronaldo Muñoz
Ronaldo Patricio Muñoz Gibbs (Santiago, 7 de marzo de 1933 - Santiago, 15 de diciembre de 2009) fue un sacerdote chileno de la Congregación de los Sagrados Corazones. Además era Doctor en Teología en la Universidad de Ratisbona (Alemania).

## Biografía
Ronaldo Patricio Muñoz Gibbs nació en Santiago, el 7 de marzo de 1933. Sus padres fueron Rodolfo Muñoz y Rosa Gibbs, quienes en su matrimonio tuvieron dos hijos: Ronaldo y Hugo. Bautizado en la parroquia San Ramón, en Santiago, el 2 de abril de 1938. 
Realizó sus estudios básicos y medios en el Colegio de los Sagrados Corazones de Santiago. Durante los años 1951-1953 estudió arquitectura en la Universidad Católica. Siguiendo su vocación religiosa ingresó al Noviciado de la Congregación de los Sagrados Corazones en Los Perales, en 1954, profesando sus primeros votos religiosos el 27 de marzo de 1955. Confirmó su camino religioso el 13 de abril de 1958 cuando profesó sus votos perpetuos, y el 23 de julio de 1961 fue ordenado presbítero en Los Perales, por Mons. Teodoro Eugenín ss.cc.
Luego de unos meses  de ser ordenado sacerdote, viajó a Italia en septiembre de 1961, para completar sus estudios de teología, obteniendo el grado de licenciado en 1962, en la Universidad Gregoriana de Roma. En el Instituto Católico de París, en 1963, obtuvo la habilitación para el doctorado. Regresó a Chile, a contar del año 1964 fue profesor de teología en el Escolasticado de la Congregación en el noviciado de Los Perales.  Desde el año 1966, fue profesor en la Facultad de Teología de la Pontificia Universidad Católica de Chile. En 1970 regresó a Europa, para hacer estudios en la Universidad de Ratisbona (Alemania), obteniendo en 1972 el grado de doctor en teología.
Su tesis doctoral la denominó “Nueva conciencia de la Iglesia en América Latina” que es un trabajo que responde a los acontecimientos que estaba viviendo la Iglesia en América Latina luego del Concilio Vaticano II. En el comité examinador en la defensa de su tesis se encontraba el teólogo Joseph Ratzinger quien luego sería el Papa Benedicto XVI.
A su regreso en 1972, se integró al servicio pastoral de la parroquia San Pedro y San Pablo en la comuna de La Granja, en la Zona Sur de Santiago. Viviendo en una comunidad de sacerdotes junto a los pobladores. Además retomó su labor como profesor en la Universidad Católica.
Luego del golpe militar de 1973 el padre Ronaldo Muñoz fue testigo de la represión que se vivía en las poblaciones de Santiago. No solo pudo recibir testimonios sino que él mismo fue víctima de la represión. En abril de 1974, fue detenido junto a otras 15 personas de la comunidad de la población Malaquías Concha, de la Granja. Llevado por carabineros a la Comisaría, luego fueron tomados por agentes de la DINA que lo llevaron al centro de detención de Villa Grimaldi.
El padre Ronaldo, relata lo sucedido:

“Nos interrogaron y a algunos jóvenes los torturaron. Estuve todo el tiempo con los ojos vendados, en un clóset de menos de un metro cuadrado. Me preguntaban para hacerme entrar en contradicciones, porque querían sacarnos alguna confesión que dijera que en la capilla se guardaban armas. Y eso no era verdadero. Lo más duro que vivimos esa noche fue la simulación de un fusilamiento de todo el grupo y un joven se puso a gritar de miedo. Por supuesto, lo que nos hicieron no es nada comparado a las atrocidades que supimos que en ese lugar se cometieron. 
¿Cómo salieron libres?
Todo esto pasó en un sólo día y salimos por la presión que hizo el Cardenal Raúl Silva Henríquez, que se enteró por un cura.”

En la Facultad de Teología de la Pontificia Universidad Católica enseñó hasta 1980, año en que fue excluido de la planta de profesores. Fue también miembro del equipo teológico de la CLAR (1965-1980) y participó como asesor de obispos en la Conferencia de Puebla (1978). En el período 1981-1997 continuó viviendo en comunidades religiosas de la Congregación en la comuna de La Granja, colaborando en la Parroquia San Pedro y San Pablo, la Escuela Casa Azul y ejerciendo su ministerio teológico en la Iglesia chilena y latinoamericana. Entre 1982 y 1994 fue director de la revista Pastoral Popular, participó por varios años en el Centro Ecuménico Diego de Medellín y en 1986 y 1997 fue profesor en el Instituto Teológico Alfonsiano, de los religiosos Redentoristas.
Entre los años 1998-2004, Ronaldo se integró a la comunidad de los padres del Sagrado Corazón de Río Bueno, Región de los Ríos, y la atención de la Parroquia Inmaculada Concepción, acompañando más directamente a algunas Comunidades Eclesiales de Base de la ciudad y el campo. Pronto se vinculó al Instituto de Teología de la Universidad Católica de Temuco, donde dictó clases. A partir de su presencia en el sur del país, se contactó con otros teólogos y ayudó a formar una “comunidad teológica-pastoral” que estableció lazos con teólogos y agentes pastorales del sur de Argentina.
En el año 2005 volvió a Santiago, integrándose a la comunidad y presencia apostólica ss.cc. en la comuna de Lo Espejo, en las poblaciones Las Turbinas y Nueva Lo Espejo. Continuó desarrollando su ministerio teológico en el Decanato Lo Espejo y otros espacios de la Iglesia y la sociedad. En mayo de 2008, se le diagnosticó un cáncer a la vejiga bastante avanzado, que exigió la extirpación de dicho órgano y tratamiento consecuente de quimioterapia. A mediados de este año 2009, su salud se debilitó significativamente, debido a metástasis presentes en el pulmón y columna vertebral. Radicado desde hace meses en la casa provincial, falleció el martes 15 de diciembre.
Sus restos fueron velados el día 16 de diciembre en la Capilla "Jesús de Nazaret", lugar donde ejerció su ministerio durante sus últimos meses, fue acompañado por los jóvenes de esa comunidad durante toda la noche en capilla ardiente. Sus funerales se realizaron el 17 de diciembre, en la Parroquia San Pedro y San Pablo. Donde descansan los restos de su hermano de congregación Esteban Gumucio Vives. Una numerosa asamblea lo acompañó y despidió en la eucaristía y en las horas previas del velatorio. Pobladores, religiosos, religiosas, sacerdotes y otras personas del mundo social y eclesial expresaron en estos días su gratitud y admiración por este hermano, destacándose especialmente su sencillez y consecuencia. Sus restos reposan en la cripta de la Congregación en el Cementerio Católico de Santiago.
Ronaldo es recordado por su sencillez, tanto en el culto como en la vida diaria. Su imagen de abuelo sencillo, con sus bototos de obrero y camisas viejas que siempre mantenía limpias y bien planchadas. Proponía una misa simple y cercana, que hacía olvidar el culto romano, poniendo como eje principal el compartir fraterno de la comunidad.

## Ronaldo Muñoz, teólogo de América Latina
El ministerio teológico ocupó en Ronaldo un lugar significativo. Le gustaba llamarlo “ministerio”, porque lo entendía como un servicio a la Iglesia. Servicio que en él tomaba matices muy nítidos de compromiso junto a los pobres, por el lugar social desde el cual desarrolló su misión. Fue común durante un tiempo que se autonombrara como “teólogo de población marginal”. Además de la docencia en universidades y centros teológicos, realizó mucha actividad de divulgación y de formación en comunidades de base. En toda  esta actividad, sea en la universidad o en una población, se preparaba con prolijidad y se entregaba con pasión.
Escribió bastantes artículos y libros, publicados en Chile y en el extranjero. Entre ellos: 
- La tolerancia cristiana en el mundo de hoy, Santiago: Paulinas, 1964.
- Nueva conciencia de la Iglesia en América Latina, Santiago: Nueva Universidad, 1973 (Salamanca: Sígueme, 1964).
- Dios de los cristianos, Santiago: Paulinas, 1998 (Madrid: San Pablo, 1988; Petrópolis: Vozes, 1988).
- Llamados desde el pueblo,Santiago: Paulinas/Rehue, 1990.
- Pueblo, comunidad, evangelio: escritos eclesiológicos III, Santiago: Rehue, 1994.
- Pobres, Evangelio, Poder. Versos libres, Santiago, 1998.
- Ser Iglesia de Jesús en poblaciones y campos. Eclesiología de Base, Santiago: Centro Diego de Medellín y Congregación Sagrados Corazones, 2002.
- ¿Quién es Jesús; de qué manera es Cristo, y qué significa hoy ser sus discípulos y misioneros?, Santiago: Centro Diego de Medellín y Congregación Sagrados Corazones, 2006.
- Nueva conciencia cristiana en un mundo globalizado. Hermandad sin fronteras, desde los pobres, a contracorriente de la dominación del consumismo individualista y excluyente, Santiago: LOM, 2009.

Como teólogo inscrito en la corriente de la teología de la liberación, Ronaldo vivió bajo el manto de sospecha, tan propia de algunos obispos y organismos de la Curia Romana, de estar al límite de la ortodoxia. Un acontecimiento es esta línea fue su exclusión de la planta de profesores en la Facultad de Teología de la Universidad Católica, en 1980. Sobre este hecho, según relatan profesores de la misma Facultad, simplemente habría recibido una carta del Cardenal dejada en su casillero para despedirlo.

## Ronaldo Muñoz, reflexiones
La Iglesia que amo
Pocas catedrales de canto y oro, 
muchas capillas de barro y tabla. 
Pocos ricos adiestrados a la indiferencia, 
muchos pobres expertos en pasión compartida. 
Pocos letrados calculadores y prudentes, 
muchos sencillos que saben de fe y de esperanza. 
Pocos doctores muy seguros de su doctrina, 
muchos testigos que escuchan de verdad. 
Poco poder de fariseos y sacerdotes de carrera, 
mucho servicio humilde a los hermanos más pequeños. 
Pocos proyectos de dólares y marcos, 
muchas mingas de sudor y canto. 
Pocas ceremonias en palacios y cuarteles, 
muchas fiestas en aldeas y barrios marginales. 
Pocas bendiciones de armas, bancos y gobiernos, 
muchas marchas de paz, justicia y libertad. 
Poco temor al Dios del castigo y de la muerte, 
mucho respeto al Dios del amor y de la vida. 
Poco culto de espaldas al pueblo
a Cristo rey eterno en las alturas; 
Mucho amor y seguimiento a Jesús el de María, 
Compañero, Profeta, Hijo del Padre. 
Poco, cada vez menos, 
mucho, cada vez más.